# Romoos
Romoos est une commune suisse du canton de Lucerne, située dans l'arrondissement électoral d'Entlebuch.